# Onthophagus delicatulus
Onthophagus delicatulus là một loài bọ cánh cứng trong họ Bọ hung (Scarabaeidae).